# Berta Kiurina

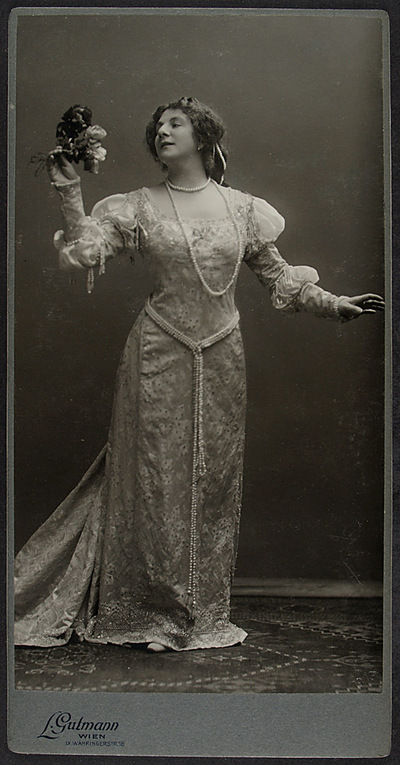
Berta Kiurina als Julia, 1913
Foto: Ludwig Gutmann (Wien)

Berta Kiurina-Leuer (19. Februar 1882 als Bertha Anna Sophie Kiurina in Wien – 4. Mai 1933 ebenda) war eine österreichische Opernsängerin der Stimmlage Sopran. Sie wurde von Gustav Mahler an die Wiener Hofoper verpflichtet und sang dort von 1904 bis 1929. Sie trat an bedeutenden Bühnen Europas auf, gastierte 1927 bei den Salzburger Festspielen und 1928 am Teatro Colon von Buenos Aires.

## Leben und Werk
Kutsch/Riemens schreiben: „Koloratursopran von besonderer Schönheit; man bewunderte vor allem die mühelose Beweglichkeit in den hohen und höchsten Lagen.“ Sie studierte erst Klavier am Konservatorium der Musikfreunde Wien, mutmaßlich bei Robert Fischhof, und danach Gesang bei Gustav Geiringer. 1904 debütierte sie in Linz, wo sie von Gustav Mahler, damals Direktor der Wiener Hofoper, entdeckt wurde. Mahler engagierte die junge Sängerin nach Wien, wo sie am 28. Februar 1905 als Röschen in Das war ich!, einer Oper von Leo Blech, debütierte. Ab Herbst desselben Jahres zählte sie zu den Ensemblemitgliedern der Hofoper.
Berta Kiurina wurde von Mahler und dessen Nachfolgern in einer breiten Palette von Rollen eingesetzt – einerseits als Koloratursopran (Konstanze, Königin der Nacht), anderseits in Hosenrollen, die zum Stimmfach eines Mezzosoprans zählten (Cherubino, Oktavian), aber auch als lyrische und jugendlich-dramatische Sopranistin in deutscher Spieloper, italienischen Belcanto- und Verismo-Werken und französischer Grand opéra. Dazu kamen noch ausgewählte Wagner-Partien, in der Folge auch wichtige Richard-Strauss-Rollen. Kutsch/Riemens schreiben von einem „Repertoire von ungewöhnlichem Umfang“. 52-mal verkörperte sie in Wien die Eva in den Meistersingern von Nürnberg, übernahm aber auch die Freia im Rheingold, die Siegrune in der Walküre, den Waldvogel im Siegfried und die Woglinde in der Götterdämmerung. Jeweils 31-mal war sie als Marie in der Verkauften Braut und als Nedda im Bajazzo besetzt, 17-mal als Nuri in Tiefland und 16-mal als Jitka Dalibor. Zu weiteren Mozart-Rollen neben dem Cherubino und den zwei Koloraturpartien zählten die Barbarina, die Zerlina, die Fiordiligi und die Pamina. 1906 war Beate Kiurina am Ensemblegastspiel der Wiener Hofoper beim Salzburger Mozartfest beteiligt – als Cherubino in der Hochzeit des Figaro. Es dirigierte Gustav Mahler. In Wien war sie auch die Marzelline in Beethovens Fidelio und sang in Webers Freischütz sowohl Ännchen, als auch Agathe. In Hänsel und Gretel übernahm sie alternierend beide Titelpartien. Ihr italienisches Repertoire reichte vom Jemmy in Rossinis Wilhelm Tell bis zur Lola in Mascagnis Cavalleria rusticana und umfasste so unterschiedliche Rollen wie die Adina im Liebestrank, Gilda, Troubadour-Leonore, Page Oscar und Desdemona in Werken Verdis oder Musetta, Kate Pinkerton, Cio-Cio-San und Liù in Opern Puccinis. Aus dem französischen Repertoire sind Urbain und Margarethe von Valois in Meyerbeers Hugenotten zu nennen, weiters die Julia in Gounods Romeo-und-Julia-Vertonung, die Micaëla in Carmen und die weibliche Titelrolle in Pelleas und Melisande. In Werken von Richard Strauss übernahm sie die Chrysothemis in Elektra, den Octavian im Rosenkavalier, die Najade in Ariadne auf Naxos, Kaiserin und Färberin in der Frau ohne Schatten. Sie sang übrigens unter Stabführung von Richard Strauss zumindest zweimal die Königin der Nacht. Kiurina war in Wien auch in einer Reihe von Werken besetzt, die heute vergessen sind, beispielsweise jeweils 17-mal die May in Goldmarks Heimchen am Herd und die Laura in Korngolds Ring des Polykrates, jeweils 20-mal die Martha in Kienzls Evangelimann und die Schwarzhilde in Pfitzners Rose vom Liebesgarten sowie 24-mal die Margiana im Barbier von Bagdad von Peter Cornelius.
In August 1927 verließ Kiurina die Wiener Staatsoper. Gastspiele führten Berta Kiurina an die Städtische Oper in Berlin und an die Opernhäuser von Belgrad, Breslau, Brünn, Budapest, Triest und Zagreb. Bei den Salzburger Festspielen 1927 sang sie den Cherubino in der Hochzeit des Figaro, im Jahr darauf wurde sie zu einem längeren Gastspiel an das Teatro Colón in Buenos Aires eingeladen, wo sie in derselben Oper die Rolle der Gräfin übernahm.
Als Konzertsolistin trat sie auch in zeitgenössischen Werken auf, beispielsweise galt sie als hervorragende Interpretin der Schönberg’schen Gurre-Lieder. 1922 wirkte sie in Berlin als Solistin in der Uraufführung von Hans Pfitzers Kantate Von deutscher Seele mit. 1925 sang sie bei einem Jugendkonzert in Wien den Johann-Strauß-Walzer Wo die Zitronen blühen aus der Oper Ritter Pásmán. 1929 konnte man sie mehrfach in Wien als Sopransolistin in Bachs Matthäus-Passion hören.
Berta Kiurina war in erster Ehe mit dem Sänger Hubert Leuer (1880–1969) verheiratet, der ab 1904 als Tenor an der Wiener Hofoper engagiert war und in der Folge zum Kammersänger ernannt wurde. Der Ehe entstammte ein Sohn, der spätere Film- und Theaterschauspieler Hubert Kiurina (1908–1994), der in einer Reihe von NS-Propagandaspielfilmen mitwirkte.
Ab 1931 war sie als Gesangspädagogin an der Wiener Musikakademie tätig. Sie starb 1933 an den Folgen einer Lungenentzündung und wurde im Familiengrab am Wiener Zentralfriedhof bestattet.

## Tondokumente

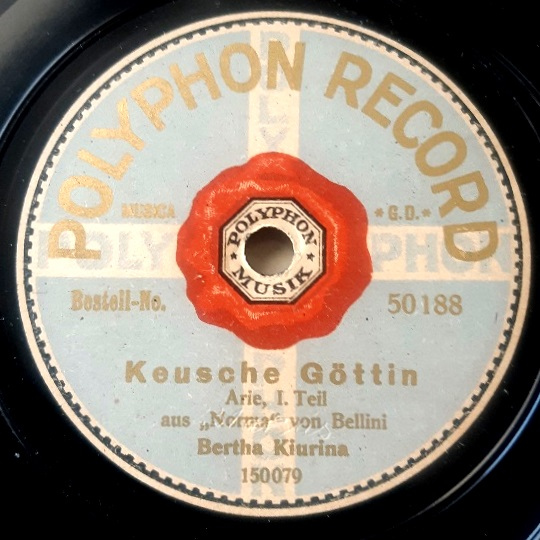
Schallplatte von Bertha Kiurina (Berlin 1920)

Die ersten Aufnahmen machte Berta Kiurina für Artistical Record Walzen (später als Pathé-Platten erschienen, Wien 1905), dann Schallplatten für Odeon (Wien 1906), Zonophone (Wien 1908), Pathé (Wien 1914, hier Duette mit ihrem Mann Hubert Leuer), Polyphon (Berlin 1920), jeweils eine veröffentlichte Platte für Grammophon (Berlin 1922), Odeon, Parlophon (beide Berlin 1927) und Ultraphon (Berlin 1929). 12 Titel wurden 1979 auf einer LP der Firma Preiser Records, Wien wiederveröffentlicht (Lebendige Vergangenheit, LV 91).

## Ehrungen
Aufgrund ihrer Verdienste wurde sie zur Kammersängerin ernannt.
1959 wurde die Kiurinagasse in der Siedlung „Wienerfeld West“ in Wien-Inzersdorf nach ihr benannt.